# 002 Agents secrets
Pour plus de détails, voir Fiche technique et Distribution.
002 Agents secrets (00-2 agenti segretissimi) est une comédie d'espionnage italienne réalisée par Lucio Fulci et sortie en 1964.
Comme son titre l'indique, le métrage est une parodie de James Bond. Il constitue la première comédie d'espionnage du duo comique Franco et Ciccio, qui en feront ensuite plusieurs autres : L'Espion qui venait du surgelé, Comment nous avons volé la bombe atomique et Deux Mafiosi contre Goldginger.
Les personnages des deux voleurs, quoique sous des noms différents, sont à l'affiche d'un autre film de Lucio Fulci, 002 Operazione Luna, parfois considérée comme une suite.

## Synopsis
Le duo de Italiens se sont confondu avec des KGB.

## Fiche technique
Sauf indication contraire, les informations mentionnées dans cette section peuvent être confirmées par la base de données cinématographiques IMDb,  présente dans la section « Liens externes ».
- Titre français : 002 Agents secrets[4]
- Titre original : 00-2 agenti segretissimi
- Réalisation : Lucio Fulci
- Scénario : Vittorio Metz, Amedeo Sollazzo (it) et Lucio Fulci
- Photographie : Bitto Albertini
- Montage : Ornella Micheli (it)
- Effets spéciaux : Sergio Canevari
- Musique : Piero Umiliani
- Sociétés de production : Mega Film
- Pays de production :  Italie
- Langue de tournage : italien
- Format : Couleurs Technicolor - 2,35:1 - Son mono - 35 mm
- Genre : Comédie d'espionnage
- Durée : 89 minutes
- Dates de sortie :
  - Italie : 9 octobre 1964
  - France : 13 avril 1968[4]

## Distribution
- Franco Franchi : Franco
- Ciccio Ingrassia : Ciccio
- Ingrid Schoeller : Mlle Cirillo
- Poldo Bendandi (it) : le caporal russe
- Carla Calò : un agent russe
- Luca Sportelli (it) : le chef des services secrets
- Aroldo Tieri : Nicola Cirillo, le mari jaloux
- Enzo Andronico : un agent russe
- Mary Arden : Nadia
- Nino Terzo (it) : un agent russe
- John Bartha : Le médecin aux électrochocs
- Pietro Ceccarelli (it) : l'homme de main chinois
- Harold Bradley : un culturiste gay noir
- Pietro Torrisi : un culturiste gay
- Mario Del Vago : un Chinois avec des lunettes
- Annie Gorassini : une agent russe blonde